# Grafična kartica
Grafična kartica je strojna oprema oziroma del računalnika, ki skrbi za prikaz slike na zaslonu. Nekateri računalniki jo imajo integrirano na matični plošči, ostali pa jo imajo nameščeno samostojno preko razširitvenih rež (ISA, PCI, AGP, PCI-Express,...). Od njene kvalitete je tako odvisna kakovost prikazane slike.

## Grafični pomnilnik
Večina grafičnih kartic uporablja posebni RAM - VRAM. Ta pomnilnik omogoča večje hitrosti kot navadni RAM. V njem se nahaja slika, ki gre na zaslon. Od količine VRAM-a je odvisna ločljivost slike in barvna globina. Razen slike so v VRAM-u še teksture.

## Zgodovina
Prvi je grafično kartico vpeljal proizvajalec Apple v modelu Apple II. Prvi IBM PC računalniki so imeli monokromatske (enobarvne) grafične kartice. 
Nekaj mejnikov v razvoju: 
- CGA od leta 1981,
- EGA od leta 1984,
- VGA od leta 1989,
- zatem IBM izgubi nadzor tržišča. Pojavi se množica standardov (SVGA, XGA,...). Začne se označevanje s številkami (na primer 1024x 768),
- pojavi se 3D pospeševanje.

## Sestavni deli
Grafična kartica je sestavljena iz tiskanega vezja kjer se nahajajo:
- GPU, procesor na grafični kartici,
- Video BIOS ki je del zagonske programske kode,
- VRAM, grafični pomnilnik,
- Priključek (vodilo),
- Hladilni sistem ki služi za hlajenje grafične kartice, da se ne poškoduje. Hlajenje je lahko pasivno, aktivno in vodno,
- Dodatni napajalni sistem, grafične kartice se napajajo preko vodila (75W) vendar, ker električna poraba teh kartic narašča potrebujemo dodatni napajalnik.

## Proizvajalci
Srce grafične kartice je čip GPU (angleška kratica za Graphics processing unit). Na svetu je samo nekaj pomembnih proizvajalcev GPU:
- Intel - HD graphics, HD i3, HD i5, HD i7.
- Matrox - "C" series, "G" series, "M" series.
- AMD Technologies - APU family, R-200 series, R-300 series, R-400 series, R-500 series.
- NVIDIA Corporation - 700 series, 900 series, 1000 series, Titan.